# Irán a 2000. évi nyári olimpiai játékokon
Irán az ausztráliai Sydneyben megrendezett 2000. évi nyári olimpiai játékok egyik részt vevő nemzete volt. Az országot az olimpián 12 sportágban 33 sportoló képviselte, akik összesen 4 érmet szereztek.

## Érmesek
| Érem  | Versenyző        | Sportág    | Versenyszám        |
| ----- | ---------------- | ---------- | ------------------ |
| Arany | Alirezá Dabir    | Birkózás   | Szabadfogás, 58 kg |
| Arany | Hossein Tavakoli | Súlyemelés | Férfi 105 kg       |
| Arany | Hoszejn Rezázáde | Súlyemelés | Férfi +105 kg      |
| Bronz | Hádi Szái        | Taekwondo  | Férfi pehelysúly   |

## Asztalitenisz
Férfi
| Versenyző               | Versenyszám | Csoportkör                                                                                     | Csoportkör | 32-es főtábla     | Nyolcaddöntő      | Negyeddöntő       | Elődöntő          | Döntő             | Helyezés |
| Versenyző               | Versenyszám | Ellenfél Eredmény                                                                              | Hely.      | Ellenfél Eredmény | Ellenfél Eredmény | Ellenfél Eredmény | Ellenfél Eredmény | Ellenfél Eredmény | Helyezés |
| ----------------------- | ----------- | ---------------------------------------------------------------------------------------------- | ---------- | ----------------- | ----------------- | ----------------- | ----------------- | ----------------- | -------- |
| Majidreza Ehteshamzadeh | Egyes       | J csoport · Trinko Keen (NED) · 4–21, 11–21, 5–21 · Daniel Ciókasz (GRE) · 19–21, 13–21, 13–21 | 3.         | kiesett           | kiesett           | kiesett           | kiesett           | kiesett           | 49.      |

## Atlétika
Férfi
| Versenyző          | Versenyszám | Előfutam | Előfutam | Előfutam | Elődöntő | Elődöntő | Elődöntő | Döntő   | Döntő    |
| Versenyző          | Versenyszám | Idő      | Hely.    | Össz.    | Idő      | Hely.    | Össz.    | Idő     | Helyezés |
| ------------------ | ----------- | -------- | -------- | -------- | -------- | -------- | -------- | ------- | -------- |
| Mehdi Jelodarzadeh | 800 m       | 1:47,91  | 6.       | 32.      | kiesett  | kiesett  | kiesett  | kiesett | kiesett  |

## Birkózás
Kötöttfogású
| Versenyző       | Versenyszám | Csoportkör                                                              | Csoportkör | Negyeddöntő            | Elődöntő          | Bronz- mérkőzés                           | Döntő             | Helyezés |
| Versenyző       | Versenyszám | Ellenfél Eredmény                                                       | Hely.      | Ellenfél Eredmény      | Ellenfél Eredmény | Ellenfél Eredmény                         | Ellenfél Eredmény | Helyezés |
| --------------- | ----------- | ----------------------------------------------------------------------- | ---------- | ---------------------- | ----------------- | ----------------------------------------- | ----------------- | -------- |
| Haszan Rangraz  | 54 kg       | 3. csoport · Wang Hui (CHN) · 2-8 · Petr Švehla (CZE) · 8-2             | 2.         | kiesett                | kiesett           | kiesett                                   | kiesett           | 14.      |
| Ali Askáni      | 58 kg       | 2. csoport · K'oba Guliashvili (GEO) · 7-0 · Majoros István (HUN) · 5-1 | 1.         | Kim Inszop (KOR) · 1-3 |                   | Az 5. helyért · Jim Gruenwald (USA) · 3-2 |                   | 5.       |
| Parviz Zejdvand | 69 kg       | 3. csoport · İslam Duqiçiyev (AZE) · 0-5 · Juha Lappalainen (FIN) · 1-2 | 3.         | kiesett                | kiesett           | kiesett                                   | kiesett           | 16.      |

Szabadfogású
| Versenyző                | Versenyszám | Csoportkör | Csoportkör | Negyeddöntő                           | Elődöntő                      | Bronz- mérkőzés                                       | Döntő                         | Helyezés |
| Versenyző                | Versenyszám | Ellenfél Eredmény                                                                                               | Hely.      | Ellenfél Eredmény                     | Ellenfél Eredmény             | Ellenfél Eredmény                                     | Ellenfél Eredmény             | Helyezés |
| ------------------------ | ----------- | --- | ---------- | ------------------------------------- | ----------------------------- | ----------------------------------------------------- | ----------------------------- | -------- |
| Behnam Tayebi Kermani    | 54 kg       | 6. csoport · Amiran Kardanov (GRE) · 0-7 · Vitalie Railean (MDA) · 1-2 · Tümendembereliin Züünbayan (MGL) · 3-2 | 3.         | kiesett                               | kiesett                       | kiesett                                               | kiesett                       | 13.      |
| Alirezá Dabir            | 58 kg       | 1. csoport · Talata Embalo (GBS) · 10-0 · Gia Sissaouri (CAN) · 3-0                                             | 1.         | Oyuunbilegiin Pürevbaatar (MGL) · 5-2 | Terry Brands (USA) · 6-4      |                                                       | Jevhen Buszlovics (UKR) · 3-0 |          |
| Mohammad Talaei          | 63 kg       | 3. csoport · Cary Kolat (USA) · 5-4 · Ramil Islamov (UZB) · sérülés                                             | 1.         | Arsak Hajrapetjan (ARM) · 3-2         | Szerafim Barzakov (BUL) · 0-4 | Csang Dzseszong (KOR) · 2-12                          |                               | 4.       |
| Amir Tavakolian          | 69 kg       | 1. csoport · Daniel Igali (CAN) · 2-2 · Emzarios Betinidis (GEO) · 5-4                                          | 2.         | kiesett                               | kiesett                       | kiesett                                               | kiesett                       | 10.      |
| Pejman Dorostkar         | 76 kg       | 2. csoport · Gennagyij Lalijev (KAZ) · 1-3 · Tümen-Ölziin Mönkhbayar (MGL) · 3-0                                | 2.         | kiesett                               | kiesett                       | kiesett                                               | kiesett                       | 12.      |
| Amir Reza Khadem Azgadhi | 85 kg       | 6. csoport · Kapuvári Gábor (HUN) · 5-3 · Nicolae Ghiţă (ROU) · 5-3 · Vincent Aka-Akesse (CIV) · 4-0            | 1.         | erőnyerő                              | Mogamed Ibragimov (CUB) · 0-3 | Yoel Romero (MKD) · 1-4                               |                               | 4.       |
| Alirezá Hejdari          | 97 kg       | 2. csoport · Rolf Scherrer (SUI) · 7-1 · Ahmet Doğu (TUR) · 6-1                                                 | 1.         | Eldar Kurtanidze (GEO) · 0-1          |                               | Az 5. helyért · Aftandíl Xanthópulosz (GRE) · sérülés |                               | 6.       |
| Abbas Jadidi             | 130 kg      | 6. csoport · Aleksi Modebadze (GEO) · 4-0 · Efsztáthiosz Topalídisz (GRE) · 9-1                                 | 1.         | erőnyerő                              | David Muszulbesz (RUS) · 0-3  | Alexis Rodríguez (CUB) · 0-1                          |                               | 4.       |

## Cselgáncs
Férfi
| Versenyző        | Versenyszám | Selejtező         | 32-es főtábla                    | Nyolcaddöntő                     | Negyeddöntő                    | Elődöntő          | Vigaszág első kör                 | Vigaszág negyeddöntő             | Vigaszág elődöntő                    | Bronz- mérkőzés                       | Döntő             | Helyezés    |
| Versenyző        | Versenyszám | Ellenfél Eredmény | Ellenfél Eredmény                | Ellenfél Eredmény                | Ellenfél Eredmény              | Ellenfél Eredmény | Ellenfél Eredmény                 | Ellenfél Eredmény                | Ellenfél Eredmény                    | Ellenfél Eredmény                     | Ellenfél Eredmény | Helyezés    |
| ---------------- | ----------- | ----------------- | -------------------------------- | -------------------------------- | ------------------------------ | ----------------- | --------------------------------- | -------------------------------- | ------------------------------------ | ------------------------------------- | ----------------- | ----------- |
| Áras Míreszmáili | Harmatsúly  | erőnyerő          | Hüseyin Özkan (TUR) · 0001-0110  |                                  |                                |                   | Georgi Georgiev (BUL) · 1001-0002 | Zhang Guangjun (CHN) · 1001-0001 | Nakamura Jukimasza (JPN) · 1000-0000 | Girolamo Giovinazzo (ITA) · 0010-0010 |                   | 5.          |
| Kazem Sarikhani  | Váltósúly   | erőnyerő          | Brahima Guindo (MLI) · 1001-0011 | Graeme Randall (GBR) · 0200-0013 | Nuno Delgado (POR) · 0001-1012 |                   |                                   | Daniel Kelly (AUS) · 1100-0101   | Aleksei Budõlin (EST) · 0000-1000    | kiesett                               |                   | 7.          |
| Szejed Fasandi   | Nehézsúly   | erőnyerő          | Frank Möller (GER) · 0001-0001   | kiesett                          | kiesett                        | kiesett           |                                   |                                  |                                      |                                       |                   | helyezetlen |

## Kajak-kenu

### Síkvízi
Férfi
| Versenyző            | Versenyszám        | Előfutam | Előfutam | Előfutam | Elődöntő | Elődöntő | Elődöntő | Döntő   | Döntő    |
| Versenyző            | Versenyszám        | Idő      | Hely.    | Össz.    | Idő      | Hely.    | Össz.    | Idő     | Helyezés |
| -------------------- | ------------------ | -------- | -------- | -------- | -------- | -------- | -------- | ------- | -------- |
| Nader Eivazi Khiarak | Kajak egyes 500 m  | 1:49,306 | 8.       | 29.      | kiesett  | kiesett  | kiesett  | kiesett | kiesett  |
| Nader Eivazi Khiarak | Kajak egyes 1000 m | 3:59,767 | 8.       | 31.      | kiesett  | kiesett  | kiesett  | kiesett | kiesett  |

## Kerékpározás

### Országúti kerékpározás
Férfi
| Versenyző         | Versenyszám   | Idő           | Helyezés      |
| ----------------- | ------------- | ------------- | ------------- |
| Hoszejn Aszkari   | Mezőnyverseny | nem ért célba | nem ért célba |
| Ahad Kazemi Sarai | Mezőnyverseny | nem ért célba | nem ért célba |

## Lovaglás
Díjugratás
| Versenyző       | Ló         | Versenyszám | Selejtező | Selejtező | Selejtező | Selejtező | Selejtező | Selejtező | Selejtező | Selejtező | Döntő   | Döntő   | Döntő   | Döntő   | Végeredmény | Végeredmény |
| Versenyző       | Ló         | Versenyszám | 1. kör    | 1. kör    | 2. kör    | 2. kör    | 2. kör    | 3. kör    | 3. kör    | 3. kör    | 1. kör  | 1. kör  | 2. kör  | 2. kör  | Végeredmény | Végeredmény |
| Versenyző       | Ló         | Versenyszám | Bünt.     | Hely.     | Bünt.     | Össz.     | Hely.     | Bünt.     | Össz.     | Hely.     | Bünt.   | Hely.   | Bünt.   | Hely.   | Bünt.       | Helyezés    |
| --------------- | ---------- | ----------- | --------- | --------- | --------- | --------- | --------- | --------- | --------- | --------- | ------- | ------- | ------- | ------- | ----------- | ----------- |
| Ali Nilforoshan | Campione M | Egyéni      | 18,50     | 58.       | 12,00     | 30,50     | 55.       | 20,00     | 50,50     | 56.       | kiesett | kiesett | kiesett | kiesett | kiesett     | kiesett     |

## Ökölvívás
| Versenyző           | Versenyszám  | Selejtező                              | Nyolcaddöntő              | Negyeddöntő       | Elődöntő          | Döntő             | Helyezés |
| Versenyző           | Versenyszám  | Ellenfél Eredmény                      | Ellenfél Eredmény         | Ellenfél Eredmény | Ellenfél Eredmény | Ellenfél Eredmény | Helyezés |
| ------------------- | ------------ | -------------------------------------- | ------------------------- | ----------------- | ----------------- | ----------------- | -------- |
| Anoushirvan Nourian | Kisváltósúly | Olusegun Ajose (NGR) · mérkőzés nélkül | kiesett                   | kiesett           | kiesett           | kiesett           | 17.      |
| Bijan Batmani       | Pehelysúly   | Rocky Juarez (USA) · 0-15              | kiesett                   | kiesett           | kiesett           | kiesett           | 17.      |
| Babak Moghimi       | Váltósúly    | Sherzod Khusanov (UZB) · 5-15          | kiesett                   | kiesett           | kiesett           | kiesett           | 17.      |
| Rohollah Husseini   | Nehézsúly    |                                        | Mark Simmons (CAN) · 6-11 | kiesett           | kiesett           | kiesett           | 9.       |

## Sportlövészet
Női
| Versenyző      | Versenyszám | Selejtező | Selejtező | Döntő   | Döntő    |
| Versenyző      | Versenyszám | Pont      | Helyezés  | Pont    | Helyezés |
| -------------- | ----------- | --------- | --------- | ------- | -------- |
| Manijeh Kazemi | Légpisztoly | 362       | 43.       | kiesett | kiesett  |

## Súlyemelés
Férfi
| Versenyző               | Versenyszám | Szakítás                 | Szakítás                 | Lökés    | Lökés    | Összesen | Helyezés |
| Versenyző               | Versenyszám | Eredmény                 | Helyezés                 | Eredmény | Helyezés | Összesen | Helyezés |
| ----------------------- | ----------- | ------------------------ | ------------------------ | -------- | -------- | -------- | -------- |
| Szejed Mahdi Pánzván    | 62 kg       | 140,0                    | 4.*                      | 162,5    | 7.*      | 302,5    | 5.       |
| Mohammad Hoszejn Barháh | 77 kg       | érvényes kísérlet nélkül | érvényes kísérlet nélkül | kiesett  | kiesett  | kiesett  | kiesett  |
| Sáhin Nasziri Niá       | 85 kg       | érvényes kísérlet nélkül | érvényes kísérlet nélkül | kiesett  | kiesett  | kiesett  | kiesett  |
| Kouroush Bagheri        | 94 kg       | 187,5                    | 1.                       | 215,0    | 6.*      | 402,5    | 4.       |
| Hossein Tavakoli        | 105 kg      | 190,0                    | 2.*                      | 235,0    | 1.*      | 425,0    |          |
| Hoszejn Rezázáde        | +105 kg     | 212,5                    | 1.                       | 260,0    | 1.*      | 472,5    |          |

* - egy másik versenyzővel azonos eredményt ért el

## Taekwondo
Férfi
| Versenyző             | Versenyszám | Selejtező                  | Negyeddöntő                    | Elődöntő                   | Vigaszág negyeddöntő | Vigaszág elődöntő           | Bronz- mérkőzés             | Döntő             | Helyezés |
| Versenyző             | Versenyszám | Ellenfél Eredmény          | Ellenfél Eredmény              | Ellenfél Eredmény          | Ellenfél Eredmény    | Ellenfél Eredmény           | Ellenfél Eredmény           | Ellenfél Eredmény | Helyezés |
| --------------------- | ----------- | -------------------------- | ------------------------------ | -------------------------- | -------------------- | --------------------------- | --------------------------- | ----------------- | -------- |
| Hádi Szái             | Pehelysúly  | Hsu Chi-Hung (TPE) · 5-2   | Alejandro Hernando (ARG) · 3-0 | Szin Dzsunszik (KOR) · 3-5 |                      | Carlo Massimino (AUS) · 6-5 | Tuncay Caliskan (AUT) · 4-2 |                   |          |
| Madjid Aflaki Khamesh | Váltósúly   | Víctor Estrada (MEX) · 3-4 | kiesett                        | kiesett                    |                      |                             |                             |                   | 11.      |

## Úszás
Férfi
| Versenyző          | Versenyszám | Előfutam | Előfutam | Előfutam | Elődöntő | Elődöntő | Elődöntő | Döntő   | Döntő    |
| Versenyző          | Versenyszám | Idő      | Hely.    | Össz.    | Idő      | Hely.    | Össz.    | Idő     | Helyezés |
| ------------------ | ----------- | -------- | -------- | -------- | -------- | -------- | -------- | ------- | -------- |
| Hamid Reza Mobarez | 100 m gyors | 54,12    | 2.       | 65.      | kiesett  | kiesett  | kiesett  | kiesett | kiesett  |